# Italoelops
Italoelops è un genere estinto di pesce osseo appartenente all’ordine degli Elopiformes, descritto a partire da resti fossili provenienti dai calcari marini dell’Albiano inferiore (Cretaceo inferiore) di Pietraroja, in Campania, Italia meridionale. Il genere è monospecifico ed è rappresentato dalla sola specie Italoelops foreyi.

## Descrizione
Italoelops foreyi era un pesce elopiforme di taglia moderata, caratterizzato da una dentatura mandibolare altamente specializzata, unica all'interno della famiglia Elopidae. Presenta due distinte regioni dentate sul dentario: una ampia area anteriore con denti molto piccoli distribuiti su entrambi i lati del ramo mandibolare e una singola fila posteriore di denti.
Lo scheletro vertebrale include 51 vertebre, di cui 31 addominali e 20 caudali. La pinna dorsale presenta una formula IV + 14 raggi e 15 pterigiofori, mentre la pinna anale ha III + 12 raggi e 12 pterigiofori. È presente una spina neurale completa sul centro preurale 2. Le vertebre preurale 1, urale 1 e urale 2 sono autogene. Gli archi neurali dei centri preurale 1 e urale 1 sono fusi in una larga placca neurale. La regione caudale comprende 3 epurali, 3 uroneurali, un uroderma e 6 ipurali autogeni. Il primo uroneurale è dotato di un’estremità anteriore festonata che raggiunge la seconda vertebra preurale.

## Classificazione
I fossili di Italoelops foreyi provengono dai celebri calcari fossiliferi di Pietraroja, nella provincia di Benevento (Campania), un’area nota per la sua eccezionale conservazione di vertebrati marini del Cretaceo inferiore. I depositi risalgono all’Albiano, una delle ultime fasi del Cretaceo inferiore.
La combinazione di tratti anatomici di Italoelops ne giustifica la collocazione come un genere distinto all’interno della famiglia Elopidae. La morfologia caudale e cranica conferma la sua appartenenza agli Elopomorpha, un gruppo basale di teleostei marini. 

## Etimologia
Il nome generico Italoelops combina il riferimento geografico all’Italia con il nome del genere vivente Elops. L’epiteto specifico foreyi è stato assegnato in onore del paleontologo britannico Peter Lawrence Forey (1945–2016), eminente studioso di pesci fossili.